# Arnold van Gennep

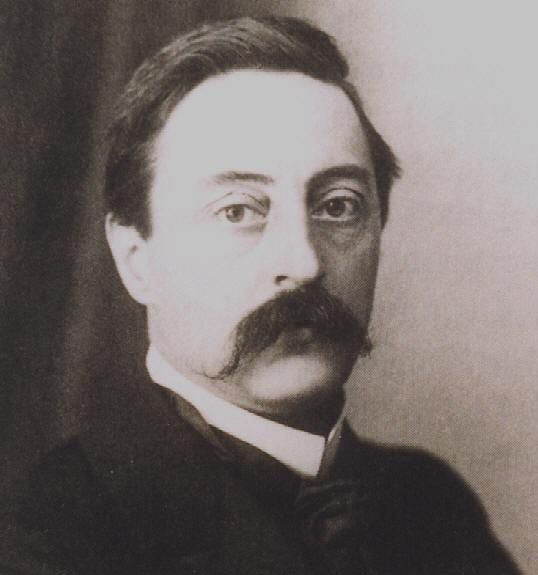
Arnold van Gennep

Arnold van Gennep (ur. 23 kwietnia 1873 w Ludwigsburgu w Niemczech, zm. 1957) – francuski etnograf i folklorysta.

## Życiorys
Wykładał etnografię i historię porównawczą na uniwersytecie w Neuchâtel w Szwajcarii. W roku 1944 został prezesem Fédération Folklorique d'Ile-de France, a w 1952 r. Sociéte d'Étnographie française. Karierę naukową rozpoczynał jako nauczyciel gimnazjum w Częstochowie (lata 1898–1902)
Prowadził badania nad francuskim folklorem, stworzył teorię obrzędów przejścia opisaną w książce Les rites de passage (Obrzędy przejścia) z 1909 roku, i opisującą trzy fazy tych obrzędów: wstępną (preliminalną), okresu przejściowego (liminalną) i włączenia (postliminalną). Swój ogromny dorobek naukowy zawarł w dziewięciotomowym syntetycznym dziele Manuel de folklore française contemporain (1937).

## Tłumaczenia prac na język polski
- Obrzędy przejścia, Warszawa 2006, Państwowy Instytut Wydawniczy, ISBN 83-06-02997-6